# Amaranthus caudatus
L'amaranto o kiwicha, quihuicha (QU) (Amaranthus caudatus L.), è una pianta della famiglia delle Amarantacee, dalla rapida crescita, con foglie, gambi e fiori viola, rossi e dorati.

## Descrizione
A. caudatus è più riconoscibile per le sue sorprendenti pannocchie fiorite che possono raggiungere fino a 90 cm di lunghezza. Il loro colore varia dal nero al rosso e, più comunemente, al bianco. Le varietà rosse di A. caudatus sono dovute ad un elevato contenuto di betacianine.
Ogni pannocchia è autoimpollinante e i frutti contengono ciascuno un singolo piccolo seme, non più grande di 1 mm di diametro. Come la quinoa, ogni seme ha una buccia lucida e l'embrione è curvato attorno al piccolo endosperma. Le pannocchie crescono dalle gemme laterali e dal fusto principale.
A. caudatus è una dicotiledone annuale, a foglie larghe, con uno stelo centrale che cresce da un apparato radicale a fittone. A seconda della varietà, A. caudatus può raggiungere un'altezza fino a 2,5 m. Le foglie e i rami laterali crescono verso l'esterno dal fusto centrale e possono iniziare appena sotto la base della pianta.

## Distribuzione e habitat
L'amaranto è una coltura indigena delle alte Ande peruviane che è stata coltivata per migliaia di anni da molte culture tra cui gli Inca. È l'unica specie di amaranto che può crescere ad altitudini superiori ai 2.500 metri sopra il livello del mare. Nonostante A. caudatus fosse un alimento base ben adattato nella regione andina da millenni e avesse offerto notevoli vantaggi nutrizionali alle popolazioni indigene, quando gli spagnoli arrivarono nel XVI secolo, sostituirono le coltivazioni di A. caudatus con grano e orzo. Tuttavia, grazie al suo elevato contenuto nutrizionale, l'amaranto sta riacquistando popolarità e tornando a competere con le colture moderne. Sebbene A. caudatus sia raramente riconosciuto al di fuori delle Ande, sono state osservate piantagioni significative in Messico, Cina, Nepal, India e Kenya.

## Coltivazione
Nella maggior parte del suo habitat, l'amaranto può raggiungere facilmente un'altezza tra 1 e 2,5 metri e cresce al meglio in pieno sole in 4-6 mesi. In alcune regioni montuose, tuttavia, possono essere necessari fino a 10 mesi. È una pianta annuale estiva C4. A. caudatus cresce dall'Ecuador all'Argentina settentrionale, soprattutto nelle zone temperate o nelle valli delle Ande. Nonostante la sua adattabilità geografica, è una pianta a giorno corto e necessita di un'adeguata umidità. La coltivazione può avvenire fino a 3100 metri di altitudine e, una volta stabilizzata, è resistente alla siccità e può sopportare sia condizioni umide che secche. Se la coltivazione avviene in climi subtropicali, è possibile effettuare il raccolto fino a due volte. I terreni migliori sono quelli limosi-sabbiosi e limosi, ricchi di sostanza organica e ben drenati. I terreni argillosi non sono consigliati per A. caudatus. Inoltre, il pH deve essere compreso tra 6 e 7, anche se la pianta può crescere con terreni aventi un pH fino a 8,5.
La coltura viene piantata a partire da piantine o tramite semina diretta all'inizio della stagione delle piogge. Le pratiche colturali sono simili a quelle del mais: spigatura, concimazione in due fasi e controllo delle erbe infestanti. Nelle Ande del Perù, della Bolivia, dell'Ecuador e dell'Argentina, la pianta viene coltivata in modo tradizionale su terreni non irrigati e senza fertilizzanti. I semi sono molto piccoli, quindi è importante preparare il terreno, ad esempio rompendo le zolle e scuotendolo. Si consiglia di arare il terreno, erpicare e arare sia nel modo tradizionale con un giogo che a macchina.
Il controllo delle erbe infestanti avviene manualmente mediante diserbo. In assenza di pioggia, l'irrigazione è necessaria ogni 30 giorni, soprattutto nelle fasi di fioritura e riempimento dei chicchi. La raccolta avviene prima che la pianta raggiunga la piena maturità. In questo processo le piante vengono tagliate a 50 cm dal suolo, vengono raccolte in solchi fino a farle seccare e poi colpite con dei bastoni. Durante questo processo, vengono sistemate su teli o pavimenti pressati per la trebbiatura in modo che i semi possano essere separati dalle foglie morte. La resa varia tra 2000 e 5000 kg/ha in Perù e da 900 a 4000 kg/ha in Ecuador.

## Usi

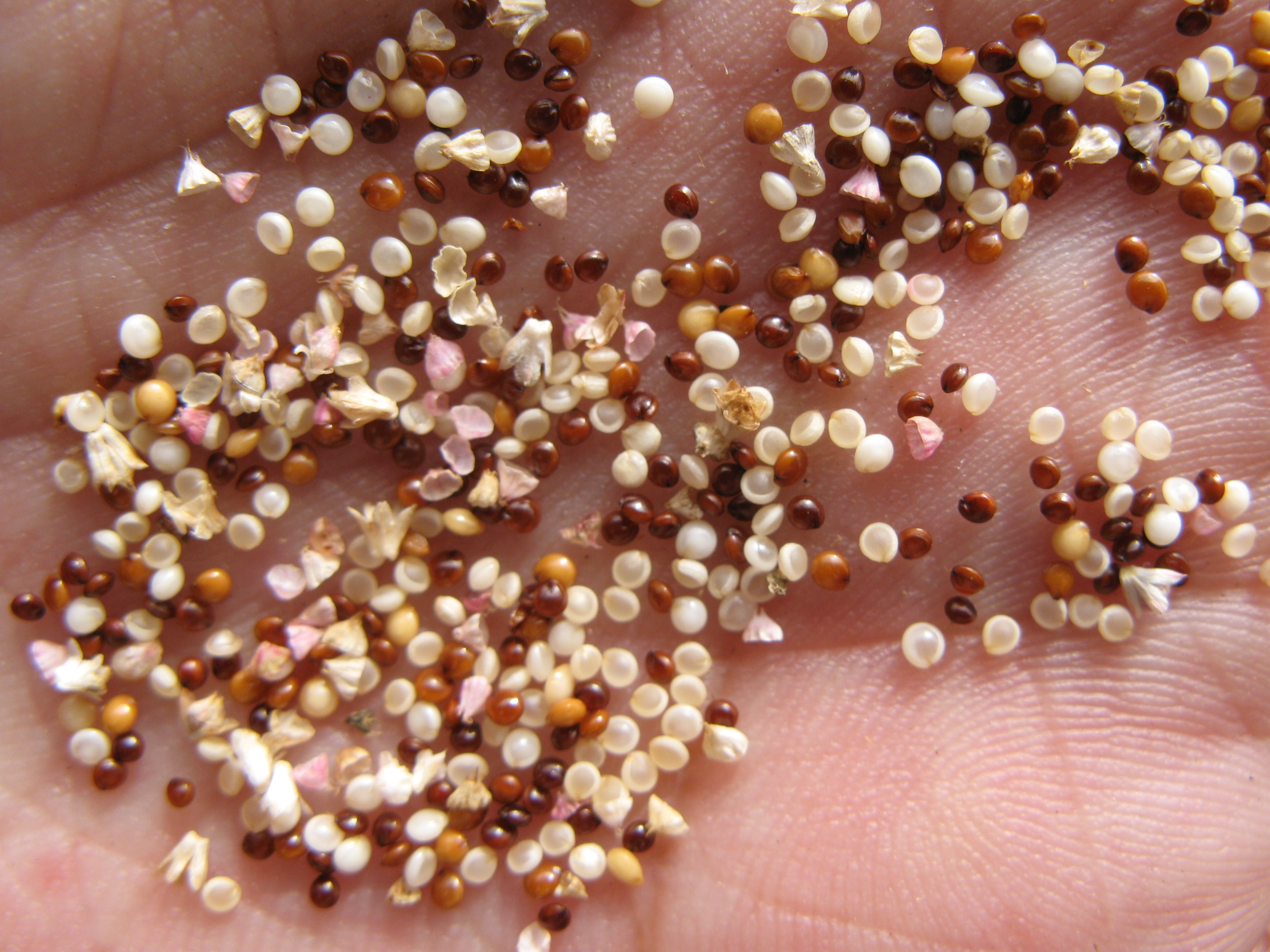
Semi di amaranto

L'amaranto, saporito e senza glutine, è molto ricco di proteine e aminoacidi essenziali, come la lisina, che sono solitamente carenti nelle proteine vegetali. In termini di contenuto nutrizionale, la proteina di A. caudatus è simile alla proteina del latte (caseina) e completa la qualità nutrizionale degli alimenti derivati da farine di mais, riso o grano. Di conseguenza, l'amaranto è particolarmente indicato per neonati, bambini, donne incinte e in allattamento, ma anche per vegetariani e vegani.
Esistono diversi utilizzi dell'amaranto. Macinato, può essere utilizzato come farina, ma anche come impanatura per dolci e piatti principali. I semi possono essere scoppiati come popcorn in padella e, come l'avena, possono essere mangiati con il latte come cereali.
Dopo aver rimosso i grani di amaranto, il materiale vegetale rimanente può essere utilizzato come foraggio. Durante le stagioni secche, quando il foraggio è limitato, sarebbe una fonte essenziale di mangime per gli animali per gli agricoltori andini per mantenere il loro bestiame.
In Perù sono stati sviluppati metodi semplici per estrarre la betalaina dalle varietà rosse di A. caudatus, da utilizzare come colorante alimentare rosso non tossico. In alcune applicazioni, questo colorante naturale può sostituire i coloranti sintetici. Tuttavia i coloranti naturali tendono ad avere una minore solidità del colore e quindi potrebbero non funzionare bene come sostituzione diretta.